# Sten Sternberg
Karl Sten Torkel  Sternberg, född 26 november 1906 i Strängnäs, död 18 december 1957 i Johannes församling, Stockholm, var en svensk lärare och författare.
Sternberg, som var son till grosshandlaren Karl Sternberg och konstnären Nanna Sternberg, blev filosofie kandidat 1931. Han tjänstgjorde som lärare vid Viggbyholmsskolan i Viggbyholm och blev känd för sin verksamhet inom skolteater. Han var gift 1943–1954 med Inga Tegner. Sternberg är begravd på Norra begravningsplatsen utanför Stockholm.